# 樋口幸男
樋口 幸男（ひぐち ゆきお、1931年3月9日 - 1992年12月21日）は日本映画の美術監督。神奈川県出身。

## 経歴
1960年に東京映画に美術助手として入社。1968年、同社と契約し美術監督に昇進。1970年、東宝の合理化に伴い、東宝と契約。

## 代表作
- 1968年　-　「ザ・タイガース 華やかなる招待」
- 1971年　-　「幻の殺意」
- 1972年　-　「愛こんにちは」
- 1973年　-　「二十歳の原点」
- 1975年　-　「雨のアムステルダム」
- 1979年　-　「遠い明日」、「乱れからくり」
- 1981年　-　「ブルージーンズ メモリー」、「駅 STATION」
- 1982年　-　「ハイティーン・ブギ」
- 1984年　-　「夏服のイヴ」
- 1985年　-　「春の鐘」